# Allogramma elegans
Allogramma elegans is een tweekleppigensoort uit de familie van de Lyonsiidae. De wetenschappelijke naam van de soort werd in 1931 voor het eerst geldig gepubliceerd door Thiele en Jaeckel.